# Irv Kiffin
Irvin A. Kiffin jr., detto Irv (New York, 8 agosto 1951), è un ex cestista statunitense, professionista nella NBA, in Italia e in Francia.

## Carriera
Con gli Stati Uniti ha disputato i Campionati mondiali del 1978.

## Palmarès
- Coppa Korać: 1

CSP Limoges: 1981-82